# Karabin Enfield P1853
Enfield Pattern 1853 (także: Pattern 1853 Enfield, P53 Enfield, Enfield Rifled-Musket) – ładowany odprzodowo karabin jednostrzałowy, używany przez wojska Imperium brytyjskiego od 1853 do 1867 r., kiedy został zastąpiony przez karabin Enfield-Snider na amunicję scaloną.

## Budowa
Lufa o długości 38 cali posiadała trzy bruzdy o skoku 1:78 i była przymocowana do łoża trzema bączkami, przez co ten model często nazywano „trzytaśmowym” (ang. three-band). Naważka 68 granów (ok. 4,4 g) czarnego prochu wyrzucała 34-gramowy pocisk typu Pritchett lub Burton-Minié. Model 1853 posiadał regulowaną tylną szczerbinkę z nastawami od 100 do 400 jardów.

## Użycie w Wojsku Polskim
Karabiny te były kupowane przez przedstawicieli Rządu Narodowego w czasie trwania powstania styczniowego. Zachowały się dokumenty z takich zakupów. Nie ma jednak pewności, czy broń ta dotarła do kraju i czy została użyta w walce. Według raportów z lutego 1864 zakupiono dla powstania styczniowego 5025 karabinów Enfield. Według raportu sporządzonego na początku 1865 zakupiono 6935 enfieldów. Karabiny Enfield kupowano po 30 franków za sztukę.